# Jill Banner
Jill Banner (eigentlich Mary Kathryn Molumby, * 8. November 1946 in Bremerton, Washington; † 7. August 1982 in North Hollywood, Kalifornien) war eine US-amerikanische Schauspielerin.

## Leben
Banner zog nach dem Tod ihres Vaters mit ihrer Mutter oft um, bis sie in Glendale wohnen blieben. Sie erhielt nach Abschluss der „Hollywood Professional School“ 1964 eine Rolle in dem umstrittenen und erst vier Jahre später veröffentlichten Spider Baby und spielte unter anderem neben Nigel Green und James Coburn auf der Leinwand und in einigen Fernsehserien-Episoden. Bis 1972 kam sie so auf fünfzehn Rollen, anschließend wandte sie sich der Bühne zu, bevor sie 1976 vorübergehend die Schauspielerei aufgab und als Maklerin arbeitete.
Kurz nach Plänen für eine Wiederaufnahme ihrer Karriere mit einem Stück, in dem sie neben Marlon Brando spielen sollte, starb sie an den Folgen eines Autounfalls.

## Filmografie (Auswahl)
- 1964: Spider Baby (Spider baby)
- 1967: Western Jack (Un uomo, un cavallo, una pistola)
- 1972: The Bold Ones: The New Doctors (Fernsehserie, 1 Episode)